# Kyrill von Alexandria

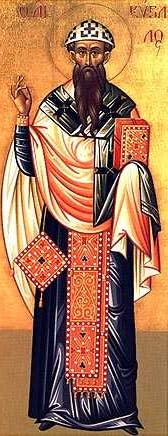
Kyrill von Alexandrien, Ausschnitt aus einer Ikone byzantinisch, fraglich Athos, frühes 14. Jahrhundert im Museum Eremitage (Sankt Petersburg)

Kyrill I. (auch Kyrillos oder Cyrill(us); * um 375/80 in Alexandria; † 27. Juni 444 ebenda) war vom 15. Oktober 412 bis zu seinem Tode Patriarch von Alexandrien. Er gilt als Heiliger, Kirchenvater und Kirchenlehrer. Kyrill war schon zu Lebzeiten eine sehr umstrittene Gestalt und ist es in der theologischen Geschichtsschreibung seither geblieben. Er gilt einerseits als einer der großen theologischen Denker seiner Zeit, andererseits als temperamentvoll, impulsiv und undiplomatisch, als „einer der bedenkenlosesten und gewalttätigsten […] in der langen Reihe exzentrischer alexandrinischer Patriarchen“.

## Zeitgeschichtlicher Hintergrund
Kyrill lebte in einer Zeit, in der Alexandria seine Rolle als traditionell bedeutendstes Patriarchat und theologisches Zentrum des Ostens immer stärker von der Reichshauptstadt Konstantinopel streitig gemacht wurde. Daher spielten bei den theologischen Auseinandersetzungen zwischen Alexandria und Konstantinopel in dieser Zeit meist auch machtpolitische Faktoren eine Rolle. Kyrill wurde 40 Jahre nach dem Tod des Athanasius Patriarch von Alexandria. Dreißig Jahre vor seinem Amtsantritt fand das erste Konzil von Konstantinopel statt, in dem der Konfliktpunkt bezüglich des Arianismus entschieden und die Trinitätslehre ausformuliert worden war.
Kyrill war einer der Protagonisten der christologischen Kontroverse zu Beginn des 5. Jahrhunderts, die sich teils aus von der Trinitätslehre aufgeworfenen Fragen und teils aus dem langjährigen Konflikt zwischen den theologischen Schulen Antiochiens und Alexandrias speiste. Kyrills Vorgänger im Amt des Patriarchen von Alexandria war sein Onkel Theophilos I. (Amtszeit 385–412), der während seiner Herrschaft den damaligen Patriarchen von Konstantinopel, Johannes Chrysostomos (um 345–407), bekämpft hatte.

## Leben
Über sein Leben vor seinem Amtsantritt als Patriarch ist nicht viel bekannt. Er war der Sohn einer Schwester des Patriarchen Theophilos I. und wahrscheinlich einige Zeit lang ein Mönch. 403 begleitete er Theophilos nach Konstantinopel. Seine Wahl zum Patriarchen nach dem Tod seines Onkels war nicht unumstritten. Insbesondere Orestes, der um 415 Präfekt von Ägypten war, gehörte zu seinen Gegnern, da er Kyrill als Rivalen im Kampf um die Herrschaft über Alexandria ansah, eine Einschätzung, die sich als richtig erwies.
Kyrill dehnte im Verlauf seiner Amtszeit seine Macht innerhalb und außerhalb Alexandrias mit Hilfe von Intrigen, Gewalt und Diplomatie beständig aus. Sein größter Rivale außerhalb Alexandrias war das Patriarchat von Antiochien. Die beiden Patriarchate vertraten in Christologie, Bibelauslegung und Eucharistie jeweils unterschiedliche Lehrmeinungen. Der Patriarchatsstuhl in Konstantinopel wurde immer wieder von Vertretern einer der beiden Schulen besetzt. Der mit dem Kampf um die richtige Lehre verbundene Machtkampf eskaliert im Streit mit dem konstantinopolitanischen Patriarchen Nestorius.
Kyrills erste Amtsjahre waren von großen Unruhen gekennzeichnet. Er geriet unter anderem mit den schismatischen Novatianern in Konflikt, deren Kirchen er schließen ließ, wie es einige Jahre zuvor Johannes Chrysostomos in Ephesos getan hatte. Im Jahr 415 stiftete der Lektor Petros die von ihm geführten Parabalani und den christlichen Pöbel Alexandrias zum Mord an der angesehenen neuplatonischen Philosophin und Wissenschaftlerin Hypatia an. Laut Manfred Clauss war Patriarch Kyrill „verantwortlich für die brutale Ermordung der heidnischen Philosophin Hypatia“. Der Hintergrund ihrer Ermordung ist bis heute umstritten. In den frühesten kirchenhistorischen Quellen ist von einer Beteiligung Kyrills an diesem Ereignis noch keine Rede. Walker spricht gestützt auf Edward Gibbon davon, dass Kyrill fanatisierte Christen zu dem Mord angestachelt habe und dafür gesorgt habe, dass die offizielle Untersuchung eingestellt wurde, indem er und seine Untergebenen die öffentlichen Behörden bestachen.
Beim Konzil von Ephesos im Jahr 431 setzte Kyrill gegen den Widerstand des Nestorius die Lehre von der Gottesmutterschaft Marias durch, nicht zuletzt durch Bestechung: „Nun begann eine lange Geschichte von Protesten, Briefen, Abordnungen, Hofintrigen und Bestechungen, bei denen sich vor allem Kyrill hervortat. Penibel halten Akten eines späteren Konzils fest, welche Bestechungssummen der Bischof von Alexandria aufwandte, um eine Entscheidung des Hofes zu seinen Gunsten herbeizuführen. […] Die Kosten dieser christologischen Auseinandersetzung beliefen sich auf fast eine halbe Tonne Gold und waren damit so hoch, dass selbst die Geldmittel der alexandrinischen Kirche nicht ausreichten. Kyrill musste eine Anleihe aufnehmen, um seinen Propagandafeldzug finanzieren zu können.“ So wurde ein letztes Mal ein Kompromiss zwischen der antiochenischen und alexandrinischen Lehrmeinung erreicht. Wenige Jahre nach Kyrills Tod, im Jahre 451, fand das Konzil von Chalcedon statt, auf dem sich das Patriarchat von Alexandria endgültig von der Reichskirche lossagte und zur koptischen Kirche wurde.
Kyrill konzentrierte sich allerdings nicht nur auf die Auseinandersetzung mit den Polytheisten, sondern auch mit den alexandrinischen Juden. Schon zu Beginn seiner Amtszeit provozierte er einen blutigen Aufstand der Juden, der ihn daraufhin dazu veranlasste, die Juden aus Alexandria zu vertreiben.
Seine dogmatische Auseinandersetzung mit den Heiden manifestiert sich in seinem Werk Contra Julianum.

## Werk
Kyrill hinterließ ein umfangreiches schriftliches Werk, das nur teilweise erhalten ist. Die erhaltenen Werke Kyrills umfassen zehn Bände der von Jacques Paul Migne herausgegebenen Reihe der Patrologie, Patrologia cursus completus, von Aubert erschienen 1638 in Paris sieben Bände. Er ist damit neben Johannes Chrysostomos, Augustinus von Hippo und Hieronymus einer der Kirchenväter, von denen die meisten Werke erhalten sind.
Von seinen neunzehn Büchern Contra Iulianum, „Gegen Julian“, sind die ersten zehn Bücher vollständig erhalten, während es von den restlichen Büchern nur noch Fragmente gibt. In den erhaltenen zehn Büchern beschäftigt er sich mit der Widerlegung des ersten des drei Bücher der antichristlichen Polemik Contra Galilaeos des Kaisers Julian (331–363 n. Chr.), das nur durch Kyrills Schrift überliefert ist. Die Neuausgabe der Universität Bonn stützt sich auf fünf erhaltene Handschriften.

## Kyrills Passahtafel
Kyrill versuchte den frommen christlichen Kaiser Theodosius II. (408–450 n. Chr.) dadurch für sich zu gewinnen, dass er ihm seine Passahtafel widmete. Es ist auch wichtig zu beachten, dass Kyrills Passahtafel mit einer metonischen Grundstruktur in Form eines um 425 von ihm adoptierten metonischen 19-jährigen Mondzyklus versehen war, der sehr verschieden war vom allerersten, um 260 von Anatolius erfundenen, metonischen 19-jährigen Mondzyklus, jedoch genau gleich dem, der um 412 von Annianus eingeführt worden war; das Julianische Äquivalent dieses von Kyrill adoptierten und heutzutage ‘klassischer (alexandrinischer) 19-jähriger Mondzyclus’ genannten alexandrinischen Mondzyklus sollte erst viel später nochmals erscheinen: ein Jahrhundert später in Rom als Grundstruktur von Dionysius Exiguus’ Passahtafel (AD 525) und noch zwei Jahrhunderte später in England als die von Beda Venerabilis’ Ostertafel (725).

## Gedenktag
Die römisch-katholische und die altkatholische Kirche gedenken seiner an seinem Todestag, dem 27. Juni. Die griechisch-orthodoxe Kirche feiert Kyrill am 9. Juni und erinnert an ihn zum Fest des heiligen Athanasius am 18. Januar.

## Rezeption
Der Mondkrater Cyrillus ist nach ihm benannt.
Im spanischen Kinofilm Agora – Die Säulen des Himmels (2009) wird Kyrills Aufstieg und der Konflikt mit Hypatia thematisiert.